# Acetato de glatiramer
El acetato de glatiramer es un medicamento que pertenece a la familia de los inmunomoduladores y se emplea en el tratamiento de la esclerosis múltiple. Su uso fue aprobado por la  FDA de Estados Unidos para reducir la frecuencia de las recaídas en los pacientes de esclerosis múltiple que hayan presentado al menos dos episodios de reagudización de la enfermedad en los últimos 2 años. Se administra por vía subcutanea a una dosis de 20 mg una vez al día. Se vende con el nombre comercial de Copaxone. Aunque parece disminuir el número de recaídas, el fármaco no ha demostrado eficacia en retrasar la evolución de la discapacidad que se asocia a la enfermedad.

## Estructura química
El acetato de glatiramero es un péptido sintético creado mediante la polimerización de los aminoácidos glutamato, alanina, lisina y tirosina, formando una estructura química muy parecida a la proteína básica que forma la mielina del sistema nervioso. El peso molecular medio de la molécula es 6.4 kD.